# Turm-und-Palisaden-Siedlung

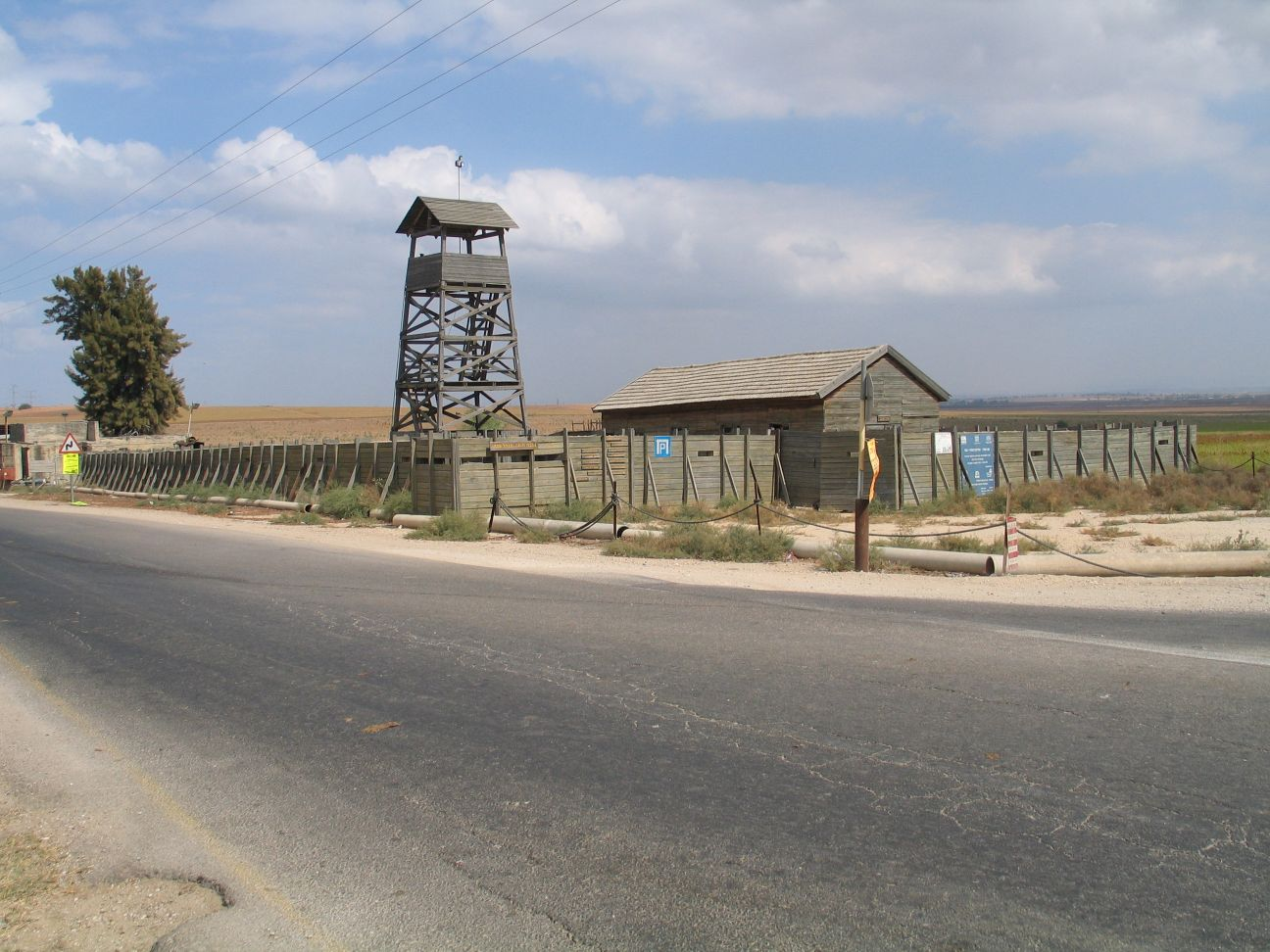
Die Turm-und-Palisadensiedlung Negba (2005)

Die Turm-und-Palisaden-Siedlung (hebräisch חומה ומגדל Chomá uMigdál, ‚Mauer und Turm‘; oder englisch Stockade and Tower) war eine befestigte Stellung mit Wachturm der Hagana in Palästina in der Zeit des Arabischen Aufstandes Ende der 1930er Jahre. Als Erfinder des Konzepts gilt Schlomo Gur, der Architekt Yohanan Ratner entwickelte es weiter, der politische Verantwortliche war Mosche Scharet. Zwischen 1936 und 1939 entstanden 57 solche Anlagen. Laut dem Historiker Tom Segev wurden sie unter Nutzung eines gesetzlichen Schlupflochs aus osmanischer Zeit „semilegal“ errichtet. Die Anlagen wurden später zu Kibbuzim oder Moschavim und zu israelischen Gemeinden. Die Wahl der Stellungen bestimmte häufig die Grüne Linie von 1948.

## Geschichtlicher Kontext

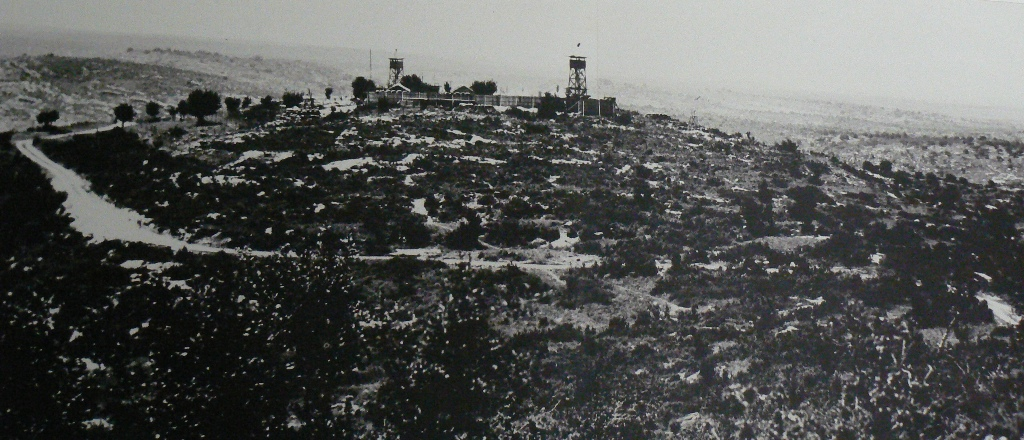
Chanita (1938)

In den 1930er Jahren kam es in Palästina während des britischen Mandats zunehmend zu Spannungen zwischen den einheimischen Arabern und der jüdischen Bevölkerung, die durch die Einwanderung kontinuierlich anwuchs. Diese Situation verschärfte sich vor allem seit der Machtergreifung der Nationalsozialisten in Deutschland 1933. Die arabische Bevölkerung wehrte sich gegen die Zuwanderung und weitere jüdische Besiedlung des Landes. Verhindert werden sollte auch, dass auf bereits vom Jüdischen Nationalfonds gekauften Land weitere jüdische Siedlungen entstehen.
Aus einem Generalstreik im Jahr 1936 entwickelte sich in dieser angespannten Stimmung der Arabische Aufstand. Es kam zu gewaltsamen Auseinandersetzungen zwischen den beiden Bevölkerungsgruppen und zwischen den Briten und arabischen Aufständischen, alle Seiten hatten Verletzte und Tote zu beklagen. Auch Überfälle bewaffneter arabischer Einheiten auf isolierte landwirtschaftliche Siedlungen kamen vor. Um einerseits die Zahl der Siedler in von Juden dünn besiedelten Gegenden zu erhöhen und zum anderen den Verlust grenznaher und umstrittener Gebiete zu verhindern, beschlossen die jüdischen Organisationen die Gründung weiterer Stellungen in durchgehender Positionierung auf topografisch übersichtlichem Gelände.
Die erste Turm-und-Palisaden-Siedlung war Kfar Chittim, die zweite (3 Tage später) Tel Amal (heute: Nir David), das am 10. Dezember 1936 wenige Kilometer westlich von Bet Sche’an entstand. Die letzte Turm-und-Palisaden-Siedlung dieser Periode war Amir in der Huleebene, das im Oktober 1939 gegründet wurde. Bis zur Staatsgründung Israels entstanden nach einem ähnlichen Prinzip weitere solche Orte. Sie wurden verschiedentlich das Ziel abgewehrter Angriffe. 
Eine Rekonstruktion der Siedlung Tel Amal ist im Nationalpark Gan haSchloscha zu besichtigen.

## Bauweise

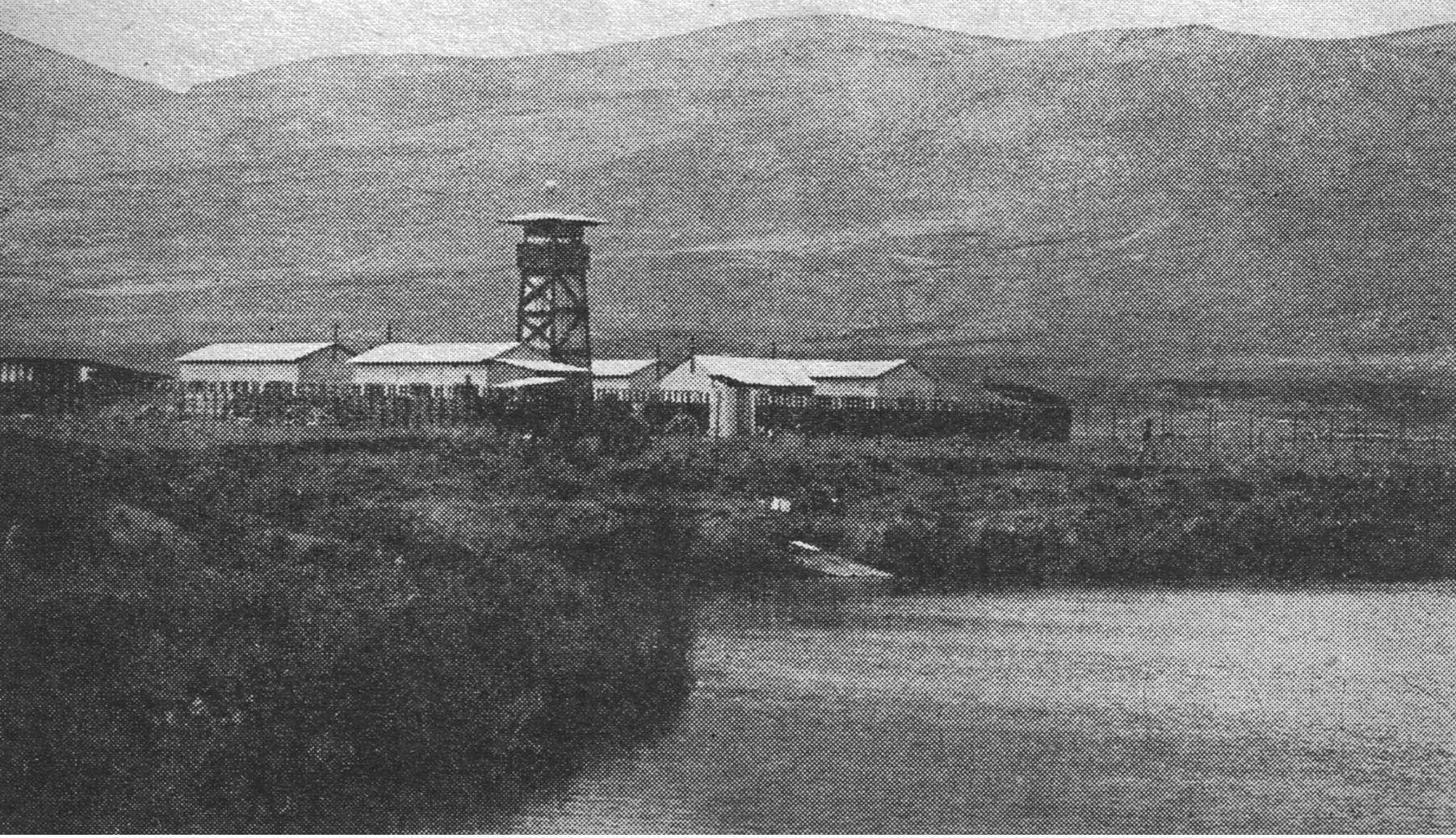
Tel Amal bzw. Nir David (1945)

Bei einer Siedlungsgründung mussten die Siedler von Beginn an mit arabischen Angriffen rechnen. Daher mussten die Siedlungen schnell zu bauen und von Anfang an gut zu verteidigen sein. Alle benötigten Teile des neuen Ortes wurden deshalb aus Holz vorgefertigt. Am Bestimmungsort wurden die Teile von den Siedlern innerhalb weniger Stunden zusammengefügt und mit Stacheldraht umgeben. 40 Personen fanden darin Platz. Innerhalb eines Tages konnten so eine doppelwandige Holzpalisade mit Kiesfüllung und einige Hütten aufgebaut sowie ein vorgefertigter Wachturm aufgestellt werden. Die umbaute Fläche umfasste über 1 Dunam (=1000 Quadratmeter). Ab der ersten Nacht ließ sich die neue Siedlung gut verteidigen.

## Verbreitung
Auffällig ist eine deutliche Häufung von Turm-und-Palisaden-Siedlungen in zwei Nord-Süd-Streifen. Über 90 % der Siedlungen befinden sich in einem 15 Kilometer breiten Streifen entlang der Mittelmeerküste oder im Bereich des Jordangrabens. Allein 10 Siedlungen befinden sich in der Gegend um Bet Sche’an; Ende der 1930er Jahre bestand noch eine große Wahrscheinlichkeit, dass dieses Gebiet der arabischen Seite zugeschlagen werden würde.

## Tabelle
| Name              | Gründung           | Bemerkung             |
| ----------------- | ------------------ | --------------------- |
| Kfar Hittim       | 7. Dezember 1936   |                       |
| Tel Amal          | 10. Dezember 1936  | Heißt jetzt Nir David |
| Sde Nahum         | 5. Januar 1937     |                       |
| Sha’ar HaGolan    | 31. Januar 1937    |                       |
| Masada            | 31. Januar 1937    |                       |
| Ginnossar         | 25. Februar 1937   |                       |
| Bejit Josef       | 9. April 1937      |                       |
| Mishmar HaShlosha | 13. April 1937     |                       |
| Tirat Tzvi        | 30. Juni 1937      |                       |
| Bnei Brit         | 4. Juli 1937       | Heißt jetzt Moledet   |
| En haSchofet      | 5. Juli 1937       |                       |
| Ein Gev           | 6. Juli 1937       |                       |
| Maoz Haim         | 6. Juli 1937       |                       |
| Kfar Menachem     | 27. Juli 1937      |                       |
| Chafetz Chaim     | 15. August 1937    |                       |
| Tzur Moshe        | 13. September 1937 |                       |
| Usha              | 7. November 1937   |                       |
| Chanita           | 21. März 1938      |                       |
| Shavei Tzion      | 13. April 1938     |                       |
| Sde Warburg       | 17. Mai 1938       |                       |
| Ramat Hadar       | 26. Mai 1938       |                       |
| Alonim            | 26. Juni 1938      |                       |
| Ma’ale HaHamisha  | 17. Juli 1938      |                       |
| Tel Yitzhak       | 25. Juli 1938      |                       |
| Beit Yehoshua     | 17. August 1938    |                       |
| Ein HaMifratz     | 25. August 1938    |                       |
| Ma’ayan Tzvi      | 30. August 1938    |                       |
| Sharona           | 16. November 1938  |                       |
| Geulim            | 17. November 1938  |                       |
| Eilon             | 24. November 1938  |                       |
| Neve Eitan        | 25. November 1938  |                       |
| Kfar Ruppin       | 25. November 1938  |                       |
| Kfar Masaryk      | 29. November 1938  |                       |
| Mesilot           | 22. Dezember 1938  |                       |
| Dalja             | 2. Mai 1939        |                       |
| Dafna             | 3. Mai 1939        |                       |
| Dan               | 4. Mai 1939        |                       |
| Sde Eliyahu       | 8. Mai 1939        |                       |
| Mahanayim         | 23. Mai 1939       |                       |
| Shadmot Dvora     | 23. Mai 1939       |                       |
| Shorashim         | 23. Mai 1939       |                       |
| Hazore’im         | 23. Mai 1939       |                       |
| Tel Tzur          | 23. Mai 1939       |                       |
| Kfar Glikson      | 23. Mai 1939       |                       |
| Ma’apilim         | 23. Mai 1939       |                       |
| Mishmar HaYam     | 28. Mai 1939       | Heißt jetzt Afek      |
| Hamadiyah         | 23. Juni 1939      |                       |
| Kfar Netter       | 26. Juni 1939      |                       |
| Negba             | 12. Juli 1939      |                       |
| Gescher           | 13. August 1939    |                       |
| Beit Oren         | 1. Oktober 1939    |                       |
| Amir              | 29. Oktober 1939   |                       |
| Kfar Szold        | 13. November 1942  |                       |